# Bifrost (album fra 1984)
 For Ikke at forveksle med gruppens første album: Bifrost (album fra 1976). Andre, se Bifrost. (Se også artikler, som begynder med Bifrost)
Bifrost er det syvende album fra den danske gruppe Bifrost, udgivet i 1984 på Mercury Records.
Sammenlignet med forgængeren En tro kopi var der sket ændringer i gruppens besætning, idet sangeren Ida Klemann, der havde været med fra gruppens begyndelse, og guitaristen Mikael Miller var trådt ud. I stedet var sangeren Pia Cohn indtrådt i gruppen, der nu bestod af fem personer. Det var første album med gruppen, hvor Tom Lundén skrev samtlige numre.

## Numre
Albummet indeholder følgende numre (her opdelt på de to oprindelige sider):
| 1. | "Kun denne jord"        | 3:30 |
| 2. | "Hele verden åben"      | 3:45 |
| 3. | "Tag nu din dag"        | 3:18 |
| 4. | "I live igen"           | 3:22 |
| 5. | "Alexanders sorte bånd" | 4:47 |

| 6.  | "Isblomster fra Peking"    | 3:18 |
| 7.  | "Hvor er I henne"          | 3:10 |
| 8.  | "Kærlighedens krankenhaus" | 4:08 |
| 9.  | "Mellem strenge og mål"    | 4:20 |
| 10. | "Når havet brænder"        | 4:20 |

## Medvirkende
På albummet medvirkede følgende:
Gruppens medlemmer
- Tom Lundén: sang, keyboards, kor
- Pia Cohn: sang, kor
- Knut Henriksen: bas, guitar, kor
- Jeppe Reipurt: trommer, kor
- John Teglgaard: guitar, citar, kor

Øvrige medvirkende
- Peter Biker: trommer (på "Kun denne jord" og "Hvor er I henne")
- Niels Haack: saxofon (på "I live igen")
- Niels Matiasen: solosaxofon (på "I live igen")
- Kenneth Agerholm: basun (på "I live igen")
- Ole Hansen: trompet (på "I live igen")
- Klavs Nordsø: percussion